# Gare de Kuwana
La gare de Kuwana (桑名駅, Kuwana-eki) est une gare ferroviaire de la ville de Kuwana, dans la préfecture de Mie au Japon. Elle est exploitée par les compagnies JR Central, Kintetsu et Yoro Railway.

## Situation ferroviaire
La gare de Kuwana est située au point kilométrique (PK) 23,8 de la ligne principale Kansai et au PK 55,1 de la ligne Kintetsu Nagoya. Elle marque le début de la ligne Yōrō.

## Histoire
La gare a été inaugurée le 25 mai 1895.

## Service des voyageurs

### Accueil
La gare dispose d'un bâtiment voyageurs, avec guichets, ouvert tous les jours.

### Desserte

#### JR Central
- Ligne principale Kansai :
  - voies 1 et 3 : direction Yokkaichi, Kameyama, Matsusaka, Iseshi et Shingū
  - voies 2 et 3 : direction Nagoya

#### Yoro Railway
- Ligne Yōrō :
  - voie 4 : direction Yōrō et Ōgaki

#### Kintetsu
- Ligne Kintetsu Nagoya :
  - voie 6 : direction Yokkaichi, Ise-Nakagawa, Kashikojima et Osaka-Namba
  - voies 7 et 8 : direction Nagoya

### Intermodalité
La gare de Nishi-Kawana, terminus de la ligne Hokusei de la compagnie Sangi Railway, est situé au sud de la gare.